# Claris CAD
Claris CAD fou un programa de disseny bidimensional assistit per ordinador d'Apple Inc. per al Macintosh.

## Història
El Claris CAD va ser desenvolupat el 1988 per Claris Corporation (una filial d'Apple) en un esforç conjunt amb Craig S. Young de Computer Aided Systems for Engineering (CASE). Estava basat en el MacDraw II i l'aplicació de CAD de Young, EZ-Draft.. La versió 1 va ser llançada el 1989 per a ordinadors amb Sistema 6 o posterior. Les versions inicials estaven plenes d'errors, sobretot amb el controlador de plotter que portava incorporat.
El desenvolupament va ser aturat al juny de 1991 amb el llançament de la versió 2.0.3. En l'actualitat, el Claris CAD es pot executar en els Macintosh antics utilitzant l'emulador "Classic" inclòs per Apple en el Mac OS X 10.4.11 o més antics, o a les màquines actuals utilitzant l'emulador "Classic" rodant sota el SheepShaver de codi obert (provat fins al Mac OS X 10.7).

## Característiques
Claris CAD utilitza un sistema de dibuix definit per Eines, Mètodes, i Modificadors. Els seus mètodes Objecte-eina, permeten formes diferents de dibuixar amb eines, i els modificadors ajuden a col·locar objectes.
Algunes funcions d'eina notables inclouen: parets, arcs, xamfrans, relloms, corbes spline, perpendiculars, i tangents. Dimensionant les eines poden crear punt-a-punt, cadenes, dades, angles, radis, diàmetres, i dimensions de centre de cercle.
Predefined ANSI Y14.5, ISO, DIN, JIS, i BS-308 estàndards de dibuix les plantilles són també inclòs amb el programari.
El paquet de programari anava acompanyat d'un manual de referència, un tutorial, i un tutorial en VHS.

## Limitacions
Encara que Claris CAD és suficient per crear planols de pisos i orthographic projeccions manuals, molts usuaris requereixen capacitat tridimensional. La majoria d'usuaris l'han abandonat perquè no pot ser executat en forma nativa en màquines modernes. Tanmateix, antics usuaris del programari amb nombrosos arxius en format ClarisCAD i necessitats de 3D limitades, el continuen utilitzant executant l'emulador "Sheepshaver Clàssic" en Macs actuals. A causa d'augmentsde memòria de la velocitat de maquinari actual, les prestacions sota l'emulació és superior a operació nativa en màquines més velles, i l'estabilitat no sembla a hagi estat compromés.
Entre altres anomalies, la precisió limitada de les rutines QuickDraw no van ser suficients per ús directe amb aplicacions altament acurades com són les màquines control numèric per ordinador (CNC).
Algunes versions del programa (incloent 2.0 v3) té un bug on els usuaris són incapaços de salvar la seva feina, trobant un error que declara que cal un espai de disc addicional 1k. Això és a causat per una limitació de salvar a mida gran, discos formatted en HFS+. Es pot salvar a un disc flexible o a un disc RAM com a workaround, o utilitzar Ordre "Salvar com…", rebatejant el fitxer en el procés.

## Interoperabilitat
- Claris Graphics Translator per Claris Corp. Converteix dibuixos a formats IGES i AutoCAD DXF.
- Cadmover Per Kandu Software tradueix dibuixos molts formats, incloent IGES i formats de DXF.
- PowerDraw Translator per Engineered Software converteix dibuixos a formats DXF i EPSF/Illustrator .
- Modelat tridimensional:
  - ModelShop Per Paracomp
  - MacConcept Per Klex Software
  - MacBRAVO! Per Schlumberger

## Substitucions
- Arcad Per Arcad Systemhaus
- ArchiCAD Per Graphisoft (Nemetschek)
- Ashlar-Vellum Grafit (llicència híbrida Mac OS X PPC/Intel & Windows), inclou importació de fitxers de Claris CAD .
- CADintosh Per Lemke software gmbh
- DesignWorkshop, per Artifice inc.
- Domus.Cad Per Interstudio
- DraftSight Per Dassault Systèmes
- MacDraft Per Microspot Ltd.
- PowerCADD Per Engineered Software
- RealCAD Per CAD International
- VectorWorks (Anteriorment MiniCAD) per Nemetschek